# Ed van Thijn

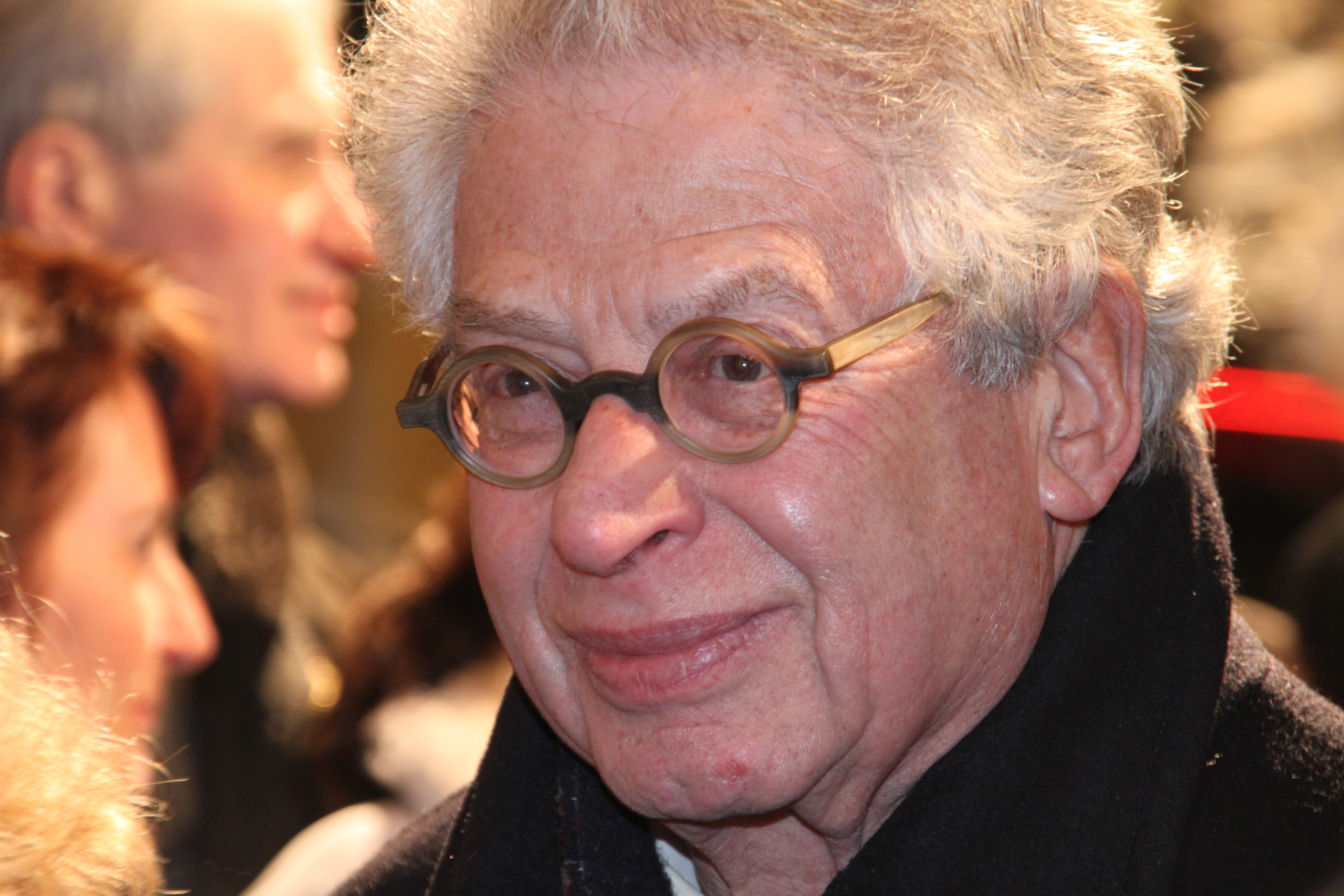
Ed van Thijn im Jahr 2010

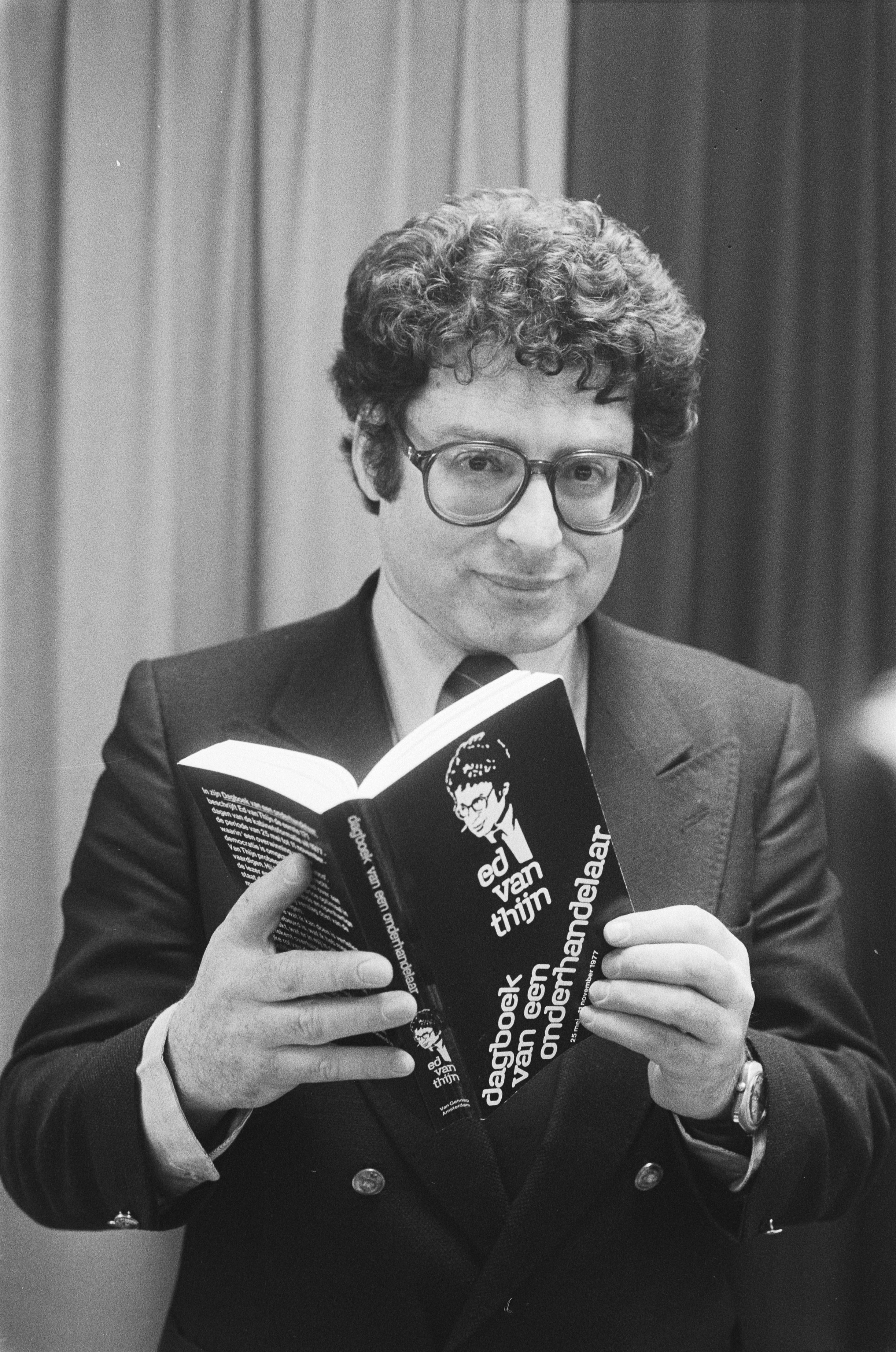
Van Thijn im Jahr 1978 mit seinem Buch über die gescheiterten Koalitionsverhandlungen im Jahr davor

Eduard (Ed) van Thijn (* 16. August 1934 in Amsterdam; † 19. Dezember 2021 ebenda) war ein niederländischer Politiker. Für die sozialdemokratische Partij van de Arbeid war er unter anderem Innenminister, Parlamentsmitglied (in beiden Kammern) und Bürgermeister von Amsterdam.

## Biografie
Van Thijn ist in Amsterdam aufgewachsen. Anfang 1943 wurden er und seine Mutter wegen ihrer jüdischen Herkunft ins Durchgangslager Westerbork gebracht. Später gelang ihm das Untertauchen bei verschiedenen Adressen.
Er studierte in Amsterdam Politik und Sozialwissenschaften, bevor er für die Parteistiftung der sozialdemokratischen Partei arbeitete, die Wiardi Beckman Stichting. In Amsterdam wurde er Gemeinderatsmitglied. Danach war er Abgeordneter in der Zweiten Kammer des Parlaments, wo er 1973 Fraktionsvorsitzender wurde. Im Jahr 1981 wurde er Innenminister und 1983 Bürgermeister von Amsterdam. In dieser Zeit wurde von Linksradikalen ein Anschlag auf ihn verübt. Im Jahr 1994 war er wieder einige Monate lang Innenminister, bevor er wegen einer Affäre zurücktreten musste.
In den Jahren 1999 bis 2007 hatte er sein letztes politisches Amt inne: Er war Mitglied der Ersten Kammer. Berühmt wurde die Nacht von Van Thijn, weil er in einer Nachtsitzung dafür gesorgt hat, dass eine Direktwahl der Bürgermeister (statt einer Ernennung durch die Regierung) verhindert wurde.
Van Thijn war dreimal verheiratet und hatte zwei Kinder aus erster Ehe. Er veröffentlichte zahlreiche Bücher. In seinen letzten Jahren sah er sich wieder mehr als (säkularer, liberaler) Jude, obwohl er nicht aus einem religiösen Elternhaus stammte. Sein Engagement galt der Bekämpfung von Rassismus und Fremdenfeindlichkeit.